# Тибетское восстание (1959)
Тибетское восстание (10 марта 1959 — март 1962) — массовое восстание тибетцев в марте 1959 года против власти КНР (согласно официальной китайской позиции — мятеж «Местного тибетского правительства» и поддерживавших его лиц за отделение от КНР). Восстание началось через 7 лет после установления власти КНР в Тибете. Восставшие тибетцы выступили за восстановление независимости, против китаизации Тибета. Буддистское духовенство Тибета активно выступало против атеистической пропаганды.

## Ход событий
Мартовский «Мятеж» был не изолированным движением, а лишь частью антикитайского движения, в котором участвовали широкие слои населения Тибета.

В восстании 1959 г. в Тибете участвовали не одни только духовные и светские феодалы (как это утверждала маоистская пропаганда), но и широкие массы тибетских тружеников.

Во время религиозного праздника Монлам в начале марта 1959 года в столице Тибета — Лхасе — вспыхнуло народное восстание. Его организаторами были тибетские беженцы из областей Кам и Амдо (где уже несколько лет до этого происходило масштабное восстание против власти КНР), торговцы, крестьяне и монахи, недовольные политикой коммунистического Китая. Восстание спровоцировали слухи о подготовке китайскими властями похищения Далай-ламы XIV. Восставшие собирались присоединиться к тибетским партизанам, к тому времени захватившим большие территории в южном и центральном Тибете. Восставшие выбрали Национальную ассамблею (Цонгду), в которую входили около 300 человек, распределили свои отряды по стратегическим позициям в Лхасе, и атаковали китайских военных и органы власти в городе. В ночь на 20 марта НОАК начала артобстрел дворца Норбулинка, а к 30 марта Лхаса перешла под контроль китайцев. После этого началась массированная военная операция против повстанцев в других районах центрального и южного Тибета, однако партизанская война продолжалась там ещё более 20 лет.

## Последствия
По секретному докладу НОАК, захваченному тибетскими партизанами, с марта по октябрь 1959 года в Лхасе и окрестностях было ликвидировано 87 тысяч тибетцев. Ещё 25 тысяч было арестовано. По китайским данным, в 1959—1961 годах в будущем ТАР было убито, ранено и арестовано 93 тысяч восставших, по другим сведениям в 1959—1960 годах — 81 тысяча. 14-й Далай-лама, равно как и тысячи его сторонников (в основном представители духовных сословий) были вынуждены искать убежище в соседних Индии, Непале, Бутане, странах Запада.
В борьбе с восставшими китайские власти уничтожали духовенство и тибетские монастыри. За последующие 30 лет в стране было уничтожено 6 254 монастыря, многие были закрыты или превращены в музеи. Продолжалась эмиграция тибетцев за рубеж. В Швейцарии, США, Канаде и Индии сформировались крупные тибетские диаспоры.

## Современность
Сторонники движения за независимость Тибета считают 10 марта 1959 года днём национального траура тибетского народа. В этот же день, в очередную годовщину восстания, произошли массовые беспорядки в Тибете в 2008 году. Волнения, приуроченные к этой дате, повторяются регулярно.
С другой стороны, в 2009 году властями КНР было решено отмечать 28 марта, день перелома в противостоянии сторон, результатом которого стало бегство тибетской аристократической элиты за рубеж и установление китайской власти в Лхасе, как День освобождения тибетцев от крепостного рабства.